# Dicheirinia binata
Dicheirinia binata är en svampart som först beskrevs av Miles Joseph Berkeley, och fick sitt nu gällande namn av Joseph Charles Arthur 1907. Dicheirinia binata ingår i släktet Dicheirinia och familjen Raveneliaceae.   Inga underarter finns listade i Catalogue of Life.